# Hrabstwo Shasta
Hrabstwo Shasta (ang. Shasta County) – hrabstwo w stanie Kalifornia w Stanach Zjednoczonych. Obszar całkowity hrabstwa obejmuje powierzchnię 3847,44 mil² (9964,82 km²). Według szacunków United States Census Bureau w roku 2009 miało 181 099 mieszkańców.
Hrabstwo powstało w 1850 roku. Na jego terenie znajdują się:
- miejscowości – Anderson, Redding, Shasta Lake,
- CDP – Bella Vista, Big Bend, Burney, Cassel, Cottonwood, Fall River Mills, French Gulch, Hat Creek, Keswick, Lakehead, McArthur, Millville, Montgomery Creek, Mountain Gate, Old Station, Palo Cedro, Round Mountain, Shasta, Shingletown.